# Telenomus coloradensis
Telenomus coloradensis är en stekelart som beskrevs av Crawford 1910. Telenomus coloradensis ingår i släktet Telenomus och familjen Scelionidae. Inga underarter finns listade i Catalogue of Life.